# جو شانون
جو شانون (بالإنجليزية: Joe Shannon)‏ هو محامي وسياسي أمريكي، ولد في 17 مارس 1867 في الولايات المتحدة، وتوفي في 28 مارس 1943 في نفس البلد. حزبياً، نشط في الحزب الديمقراطي. وقد انتخب عضو مجلس النواب الأمريكي.